# Otto Zsigmondy

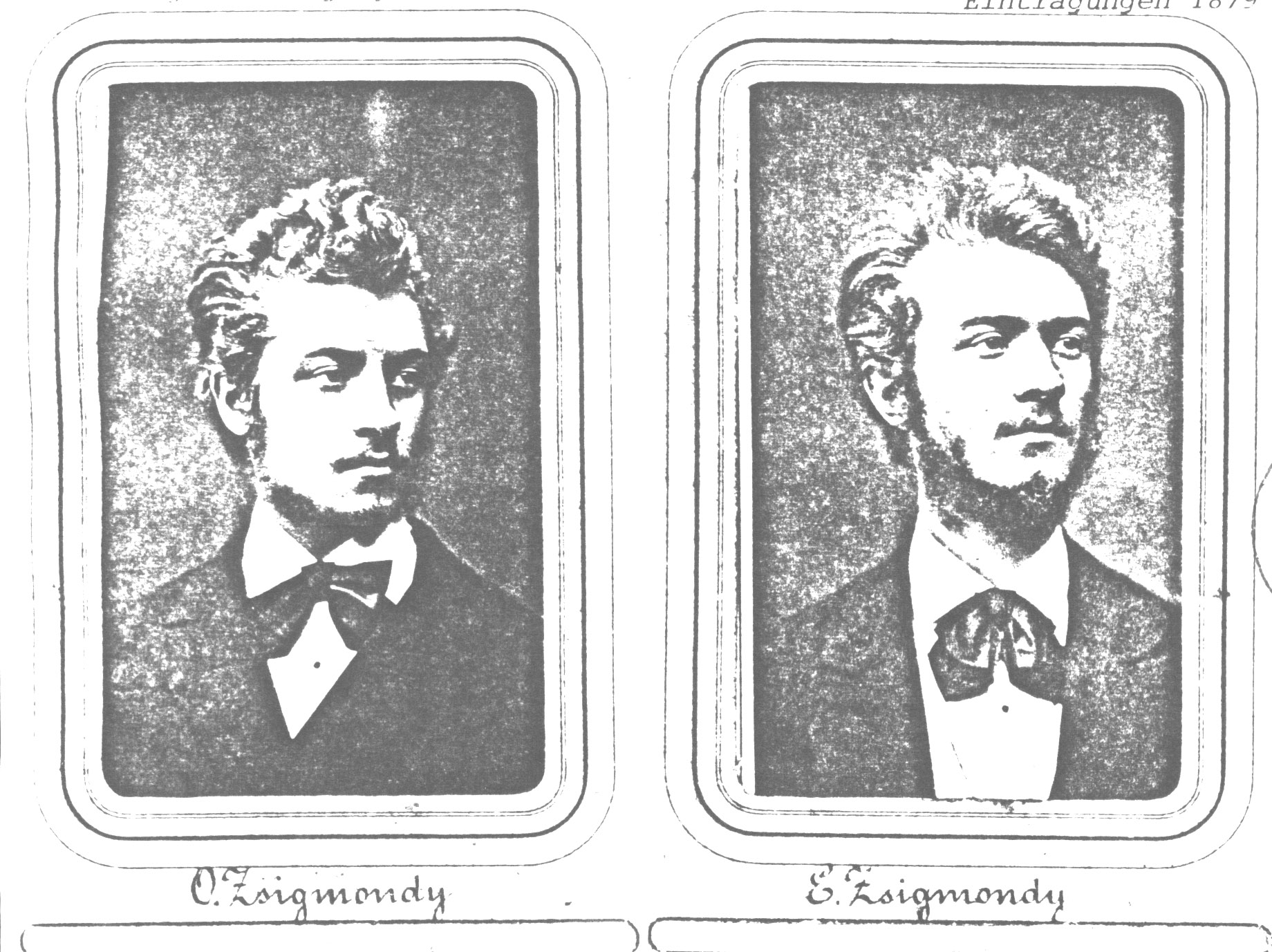
Die Brüder Otto (links) und Emil Zsigmondy um 1880

Otto Zsigmondy (* 6. Jänner 1860 in Wien; † 30. Juni 1917 ebenda) war ein österreichischer Zahnarzt und Bergsteiger.
Otto war einer von vier Söhnen des Zahnmediziners Adolph Zsigmondy, war aber als einziger ebenfalls Zahnmediziner geworden. Er gilt als einer der Nachfolger des Pioniers der wissenschaftlichen Zahnheilkunde, Moriz Heider.
Als begeisterter Alpinist gelangen ihm zusammen mit seinem Bruder Emil Zsigmondy sowie mit Ludwig Purtscheller zahlreiche Erstbesteigungen und Begehungen, wie die Großer Möseler-Nordwand, das „Firndreieck“ in den Zillertaler Alpen oder 1885 die Gesamtüberschreitung des Meije (Dauphiné-Alpen). 
Als sein Bruder Emil bei dem Versuch der gemeinsamen Erstbegehung der Meije-Südwand abstürzte und ums Leben kam, bewegte ihn dies derart, dass er seine Habilitationsschrift nicht vollendete und seine wissenschaftliche Karriere abbrach.
1894 wurde Otto Zsigmondy Präsident des Österreichischen Alpenklubs.
Zsigmondy liegt am Evangelischen Friedhof Simmering begraben.